# Строительство в Санкт-Петербурге

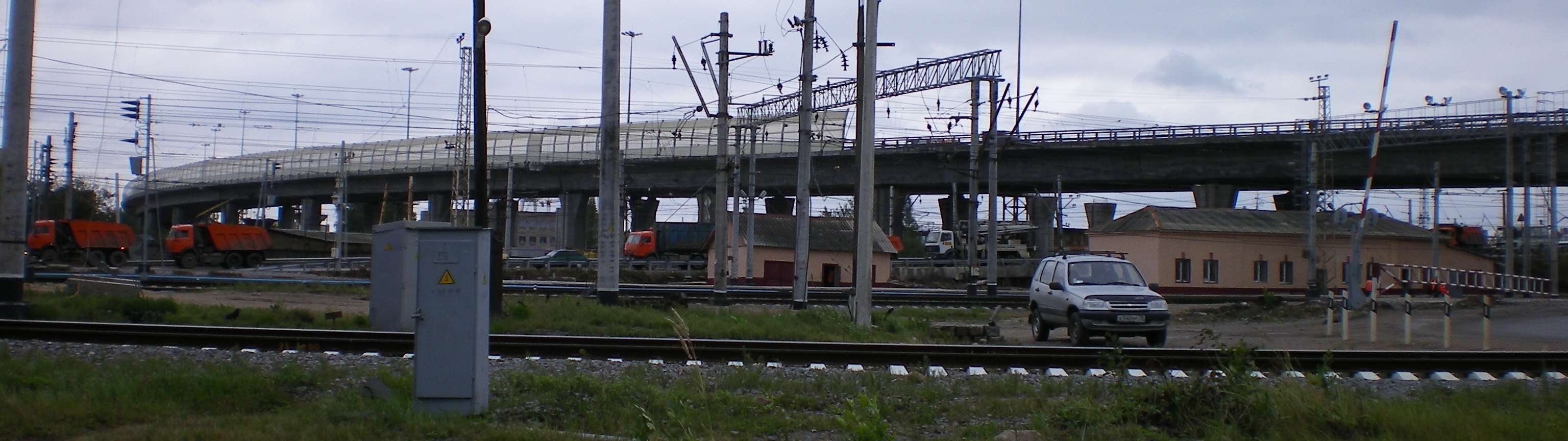
Эстакада КАД в районе Обухово

Санкт-Петербург является традиционным местом активного строительства, наряду с Москвой. Крупные строительные компании активно инвестируют в городе, реализуются и планируются крупные строительные объекты. По состоянию на 2020 год главные стройки города — это Лахта-Центр и реконструкция СКК.

## Советский период
Советский период характеризуется массовым (послевоенным) строительством жилья за промышленным поясом города. Некоторые кварталы «хрущёвок» в настоящий момент планируется реконструировать.

## Современный этап (после 1991 года)
В 2001 году начинается строительство Кольцевой автодороги вокруг Петербурга, 15 декабря 2004 года открывается Большой Обуховский мост, известный как «Вантовый мост». Продолжается развитие метрополитена: в 1999 году введён в эксплуатацию участок Правобережной линии (линия 4) от станции «Чкаловская» до станции «Старая Деревня», в 2005 открыта станция Комендантский проспект и другие. В 2000 году был построен Ледовый дворец. В 2011 года завершены одни из важнейших объектов города — КАД и Дамба. В 2016 году ввели в ввод Западный скоростной диаметр на всём протяжении, а в 2017 достроен стадион Крестовский.

### Строящиеся объекты
- Морской фасад — морской пассажирский терминал в западной части Васильевского острова. Предполагает образование новых насыпных территорий общей площадью около 400 га.
- Балтийская жемчужина — проект создания нового городского микрорайона на юго-западном побережье Финского Залива, рассчитанный на более чем на 35 000 жителей.
- Лахта-центр — небоскрёб, офис корпорации Газпром.
- Автомагистраль Москва — Санкт-Петербург — строящаяся автомобильная дорога федерального значения Москва — Санкт-Петербург.

#### Жилые кварталы
Примерно с середины 2000-х (нулевых) годов город стал отходить от уплотнительной застройки. Стали развиваться проекты комплексного развития территорий «КОТ». Крупнейшим на сегодня КОТ’ом является «Северная долина», возводимая холдингом «Главстрой-СПб» (Олег Дерипаска).
| Название                 | Площадь жилья | Количество жителей | Строительная компания     | Годы        |
| ------------------------ | ------------- | ------------------ | ------------------------- | ----------- |
| Южный                    | 4,4 млн м²    |                    | «Старт Девелопмент»       |             |
| Намыв под Сестрорецком   | 3,5 млн м²    |                    | «НОВАТЭК»                 |             |
| Северная долина          | 2,7 млн м²    | 80 тыс.            | «Главстрой-СПб»           | 2009 — 2019 |
| Юнтолово                 | 2,2 млн м²    | 70 тыс.            | «Главстрой-СПб»           | 2012 —      |
| Ново-Сергиево            | 2 млн м²      |                    |                           | 2020 —      |
| Балтийская жемчужина     | 1,76 млн м²   | 35 тыс.            | «ШЗОИК»                   | 2005 — 2023 |
| Чистое небо              | 1 млн м²      |                    | «Евростройпроект»         | 2014 — 2024 |
| Триумф Парк              | 1 млн м²      |                    | «Mirland Development»     | 2011 — 2019 |
| Тридевяткино царство     | 0,21 млн м²   |                    | «Унисто Петросталь»       | 2012 — 2020 |
| Морской фасад            | 3 млн м²      |                    | «Терра-Нова»              | 2006 —      |
| Цветной город            | 2,1 млн м²    |                    | «ГДСК»                    | 2016 —      |
| На Царскосельских холмах | 1,1 млн м²    |                    | «Центр развития»          | 2013 —      |
| Красные зори             | 1 млн м²      |                    | «Теорема»                 | 2010 — 2019 |
| Новоорловский            | 1 млн м²      |                    | «Юит Лентек»              | 2014 —      |
| Коломяжский              | 0,45 млн м²   |                    | «Мегалит»                 | 2016 — 2024 |
| Южная акватория          | 0,3 млн м²    |                    | «ГДСК»                    | 2013 — 2018 |
| Огни залива              |               |                    | ООО «Дудергофский проект» | 2013 —      |
| Солнечный город          | 1,3 млн м²    |                    | «Евростройпроект»         | 2014 — 2026 |
| Живи! В Рыбацком         | 0,7 млн м²    |                    | «СПб Реновация»           | 2015 —      |
| Шуваловский              |               |                    | «ГДСК»                    | 2014 — 2019 |
| Новая Каменка            |               |                    | СУ-155                    | 2013 — 2018 |
| Пулковские высоты        | 0,4 млн м²    |                    | «Amtel Properties»        |             |
| Невская галактика        | 0,3 млн м²    |                    | «ГДСК»                    | 2014 - 2017 |
| Семь столиц              | 1,5 млн м²    |                    | «Setl City»               | 2010 — 2015 |
| Славянка                 | 1,42 млн м²   |                    | «Балтрос»                 | 2009 — 2014 |
| Новый Оккервиль          | 0,9 млн м²    |                    | «ОТДЕЛСТРОЙ»              | 2008 — 2016 |
| Юбилейный квартал        | 0,7 млн м²    |                    | «ЛенСпецСМУ»              | 2007 — 2011 |
| Новая Ижора              | 0,5 млн м²    |                    | «Балтрос»                 | 2007 — 2010 |
| Лондон-парк              | 0,49 млн м²   |                    | «ЛЭК»                     | 2007 — 2018 |
| Каменка                  |               |                    | СУ-155                    | 2011 — 2015 |

### Проектируемые объекты
- Орловский тоннель — автомобильный тоннель под Невой.
- КАД-2
- Газопровод под Невской губой
- Ломоносовский грузовой терминал
- Канал — дублёр Невы
- ВСД

#### Станции метро
| Станция         | Дата открытия |
| --------------- | ------------- |
| Театральная     | 2025 год      |
| Горный институт | 2024 год      |
| Каретная        | 2027 год      |
| Боровая         | 2027 год      |
| Заставская      | 2027 год      |
| Броневая        | 2027 год      |
| Путиловская     | 2024 год      |
| Юго-западная    | 2024 год      |

#### Мосты
- Мост через Неву в створе улицы Коллонтай
- Мост в створе 22-23 линий Васильевского острова

### Реконструкция
- Новая Голландия (планируется)
- Американские мосты (2006—2012)

Почти 40 % территории Петербурга составляют промышленные предприятия. Постепенно часть этого земельного фонда планируется провести под редевелопмент. Разрабатываются проекты вывода промышленных предприятий из центра: перенос мощностей концерна «Силовые машины», проект «Набережная Европы» около метро Спортивная, концепция комплексного развития территории в московском районе «Измайловская перспектива» и др.

### Завершенные стройки
Объекты, построенные после 2000 года:
- Лахта-центр (2024)
- СКА Арена (2023)
- Стадион на Крестовском (2017)
- ЗСД (2016)
- Лидер Тауэр (2013)
- Вторая сцена Мариинского театра (2013)
- Коломяжский путепровод (2012)
- Каретный мост (2011)
- Кольцевая автомобильная дорога (2011)
- Дамба (2011)
- ТРЦ «Галерея» (2010)
- Большой Обуховский мост (2004)
- Ледовый дворец (2000)

#### Станции метро
- Проспект Славы (2019)
- Дунайская (2019)
- Шушары (2019)
- Зенит (2018)
- Беговая (2018)
- Бухарестская (2012)
- Международная (2012)
- Адмиралтейская (2011)
- Обводный канал (2010)
- Спасская (2009)
- Звенигородская (2008)
- Волковская (2008)
- Парнас (2006)
- Комендантский проспект (2005)

## Реновация в Санкт-Петербурге
Закон «О внесении изменений в некоторые законы Санкт-Петербурга по вопросам комплексного развития территорий» от 29 июня 2022 года ещё называют – законом о реновации. Речь идет о поправках в законы «О жилищной политике Санкт-Петербурга» и «О градостроительной деятельности в Санкт-Петербурге». По закону под реновацию попадают все хрущевки 1957–1970-х годов постройки. Не гарантируется, что новое жилье будет находиться в том же районе, где находилось старое и будет таким же по метражу. У жильцов также нет возможности выбирать между компенсацией за жилье и получением новой квартиры.
Через месяц после принятия закона депутаты Законодательного собрания Санкт-Петербурга инициировали создание штаба по обсуждению закона «О комплексном развитии территорий», выборы в который завершились в конце сентября 2023 года. Губернатор Петербурга Александр Беглов внес на рассмотрение городского парламента законопроект о приостановлении действия отдельных положений закона о КРТ. В октябре Законодательное Собрание поддержало приостановку.
22 ноября 2023 года Заксобрание приняло решение ещё на год приостановить действие закона о реновации. Закон будет заморожен до 2025 года. Документ был внесен губернатором города Александром Бегловым. Представитель губернатора в Заксобрании Константин Сухенко объяснил, что Государственной думе требуется время, чтобы рассмотреть поправки в федеральное законодательство о комплексном развитии территорий, которые были предложены Заксобранием Санкт-Петербурга. В зависимости от решения, город определит механизмы регулирования норм о реновации хрущевок в Петербурге.